# Tim Winton
Timothy John Winton (Perth, 4 agosto 1960) è uno scrittore australiano.

## Biografia
Nato a Perth, Tim Winton ha vissuto in Francia, Irlanda e Grecia, e abita in Australia Occidentale con sua moglie e i suoi tre figli. Ha un fratello, Andrew Winton, che lavora come musicista professionista, e una sorella, Sharyn O'Neill, direttrice generale del West Australian Department of Education and Training

## Carriera
Mentre frequenta la Curtin University of Technology, a Bentley, vicino a Perth, Winton scrive il suo primo romanzo, An Open Swimmer (1981), come compito per un corso di scrittura creativa. Il lavoro vinse, nello stesso anno, il The Australian/Vogel Literary Award, un premio per giovani scrittori, e questo diede il via alla brillante carriera di Winton. Egli è infatti uno dei più conosciuti romanzieri australiani al mondo, scrittore sia di libri per bambini che per adulti. I suoi lavori sono stati tradotti in molte lingue e sono spesso stati adattati per il cinema, il teatro o la radio.
Nel 1995 il romanzo di Winton I cavalieri fu candidato per il Man Booker Prize, come il suo altro libro, Dirt Music, del 2002, del quale è in corso un adattamento per il cinema, che sarà probabilmente pronto per il 2009. Winton ha vinto o è stato candidato a moltissimi altri premi, inclusa la vittoria per tre volte del Miles Franklin Award: per Shallows (1984), Cloudstreet (1992), probabilmente il suo lavoro più conosciuto ed apprezzato, e Dirt Music (2002).
Nel 2008 esce in Italia Respiro (il cui titolo originale è Breath). Il suo ultimo romanzo, Il nido, viene pubblicato per Fazi Editore nel 2017.

## Opere

### Romanzi
Le date apposte si riferiscono alla prima edizione in italiano, se disponibile, mentre quelle nel testo precedente all'edizione inglese.
- An Open Swimmer (inedito in Italia) (1982)
- Shallows (inedito in Italia) (1984)
- Quell'occhio, il cielo (That eye, the sky) (1997)
- Blueback (Blueback) (1998)
- Nel buio dell'inverno (In the Winter Dark) (1999)
- I cavalieri (The Riders) (2000)
- Cloudstreet (Cloudstreet) (2003)
- Dirt Music (Dirt music) (2005)
- Respiro (Breath) (2008)
- Il nido (Eyrie) (2014)

### Raccolte di racconti
- Scission and Other Stories (inedito in Italia) (1985)
- Minimum Of Two (inedito in Italia) (1987)
- La svolta (The Turning) (2007)

### Libri per bambini
- Jesse (inedito in Italia) (1988)
- Lockie Leonard, Human Torpedo (inedito in Italia) (1990)
- The Bugalugs Bum Thief (inedito in Italia) (1991)
- Lockie Leonard, Scumbuster (inedito in Italia) (1993)
- Lockie Leonard, Legend (inedito in Italia) (1997)
- The Deep (inedito in Italia) (1998)

### Adattamenti e drammatizzazioni
- Lockie Leonard, Human Torpedo, adattato per il teatro da Paige Gibbs per la Perth Theatre Company.
- That Eye The Sky, adattato per il teatro da Justin Monjo e Richard Roxburgh.
- Un film basato su Nel buio dell'inverno, con Miranda Otto e Richard Roxburgh per la regia di James Bogle, fu prodotto nel 1998 (mai tradotto in italiano).
- Una serie (in inglese) basata sui libri di Lockie Leonard è adesso in produzione; le riprese si stanno tenendo in Albania.
- Attualmente è in produzione un adattamento cinematografico di Dirt music, che probabilmente annovererà nel cast Colin Farrell e Rachel Weisz per la regia di Phillip Noyce. Le riprese sarebbero dovuto cominciare in agosto 2007, ma a causa di una serie di ritardi sono state spostate a tempo indeterminato.[5][6].
- The Turning, registi vari (2013)

## Premi e candidature
- Ha vinto 3 volte il Miles Franklin Award, nel 1984, nel 1992, e nel 2002.
- È stato 2 volte candidato al Man Booker Prize, per I cavalieri e Dirt music.
- Winton è stato incluso nella classifica dei 100 australiani più influenti della rivista The Bulletin nel 2006[7].

Lista completa dei premi e delle candidature:
- 1981 - Vincitore dell'Australian Vogel National Literary Award per An Open Swimmer.
- 1984 - Vincitore del Miles Franklin Award (Australia) per Shallows.
- 1985 - Vincitore del Western Australian Council Literary Award per Scission.
- 1990 - Vincitore del Western Australian Premier's Award for Children's Fiction per Lockie Leonard, Human Torpedo.
- 1991 - Vincitore del Miles Franklin Award (Australia) per Cloudstreet.
- 1991 - Vincitore dell'NBC Banjo Award for Fiction (Australia) per Cloudstreet.
- 1991 - Vincitore del West Australian Fiction Award per Cloudstreet.
- 1992 - Vincitore del Deo Gloria Award per Cloudstreet.
- 1993 - Vincitore dell'American Library Association Best Book for Young Adults Award per Lockie Leonard, Human Torpedo.
- 1993 - Vincitore del Wilderness Society Environment Award (Australia) per Lockie Leonard, Scumbuster.
- 1994 - Candidato all'Australian Book of the Year per I cavalieri.
- 1995 - Candidato al Booker Prize for Fiction per I cavalieri.
- 1995 - Vincitore del Commonwealth Writers Prize (sud est asiatico e regioni a sud del Pacifico) come miglior libro per I cavalieri.
- 1998 - Vincitore del Bolinda Audio Book Awards (Australia) per Blueback.
- 1998 - Vincitore del Family Award for Children's Literature (Australia) per Lockie Leonard, Legend.
- 1998 - Vincitore del Wilderness Society Environment Award (Australia) per Blueback.
- 1999 - Vincitore del WAYRBA Hoffman Award for Young Readers (Australia) per Blueback.
- 2001 - Vincitore del Western Australian Premier's Book Award Premier's Prize per Dirt Music.
- 2002 - Vincitore del premio "Libro dell'anno" dell'Australian Booksellers Association per Dirt Music.
- 2002 - Candidato al Man Booker Prize for Fiction per Dirt Music.
- 2002 - Vincitore del Miles Franklin Award (Australia) per Dirt Music.
- 2002 - Vincitore del New South Wales Premier's Literary Award per Dirt Music.
- 2003 - Vincitore della medaglia della Australian Society of Authors.
- 2005 - Candidato al Commonwealth Writers Prize (sud est asiatico e regioni a sud del Pacifico) come miglior libro per The Turning.